# Heliconius alicia
Heliconius alicia är en fjärilsart som beskrevs av Schweizer och E. Alison Kay 1941. Heliconius alicia ingår i släktet Heliconius och familjen praktfjärilar. Inga underarter finns listade i Catalogue of Life.